# Hestur
Hestur è un'isola situata al centro dell'arcipelago delle Isole Fær Øer, in particolare si trova a Ovest di Streymoy e a Sud rispetto a Koltur. Nella lingua Faroese, Hestur significa cavallo. Sulla costa occidentale si trova una grande colonia di urie. La parte settentrionale dell'isola presenta una brughiera con quattro piccoli laghi, il più vasto dei quali si chiama Fagradalsvatn. A Haelur, il capo meridionale di Hestur, si trova un faro.
Sull'isola è presente un unico villaggio, chiamato con lo stesso nome di Hestur, sulla costa orientale. Dal villaggio (61°57′27″N 6°53′13″W) si possono osservare nitidamente i paesi di Gamlarætt e Velbastaður sull'isola di Streymoy. Nel 1919, un incidente avvenuto durante le operazioni di pesca causò la morte di un terzo degli uomini di Hestur. Per combattere lo spopolamento dell'isola, venne costruita una piscina nel 1974. Nella parte meridionale dell'isola si trova un campeggio. Il codice postale di Hestur è FO 280; inoltre, l'isola fa parte della municipalità di Tórshavn a partire dal 1º gennaio 2005,

## Montagne e colline
L'isola presenta i seguenti rilievi collinari
| Nome        | Altezza |
| ----------- | ------- |
| Múlin       | 421 m   |
| Eggjarrók   | 421 m   |
| Nakkur      | 296 m   |
| Álvastakkur | 125 m   |

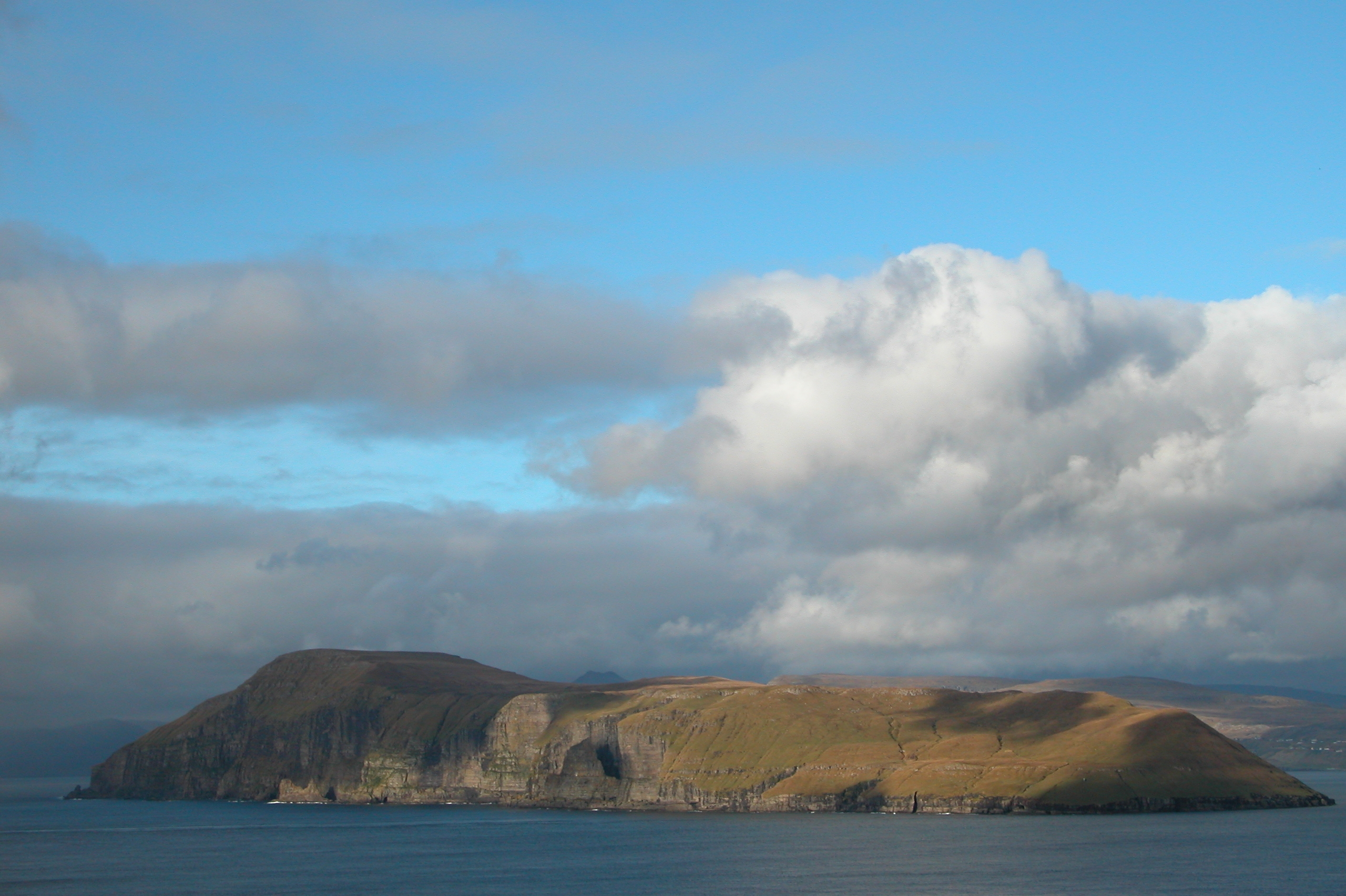
Costa occidentale di Hestur
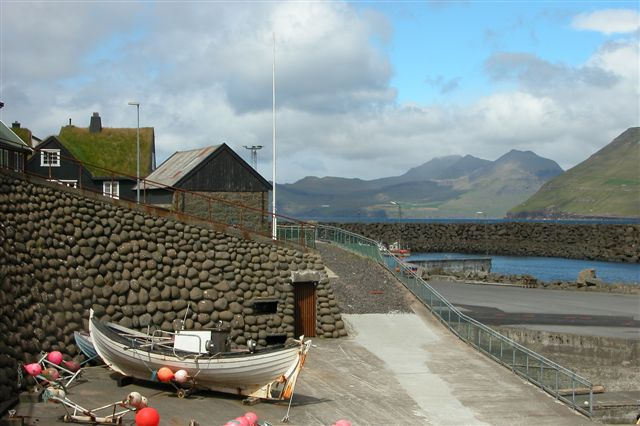
Il villaggio Hestur
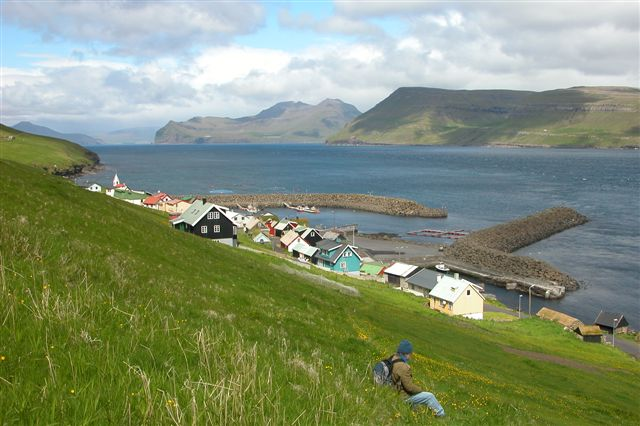
Hestur
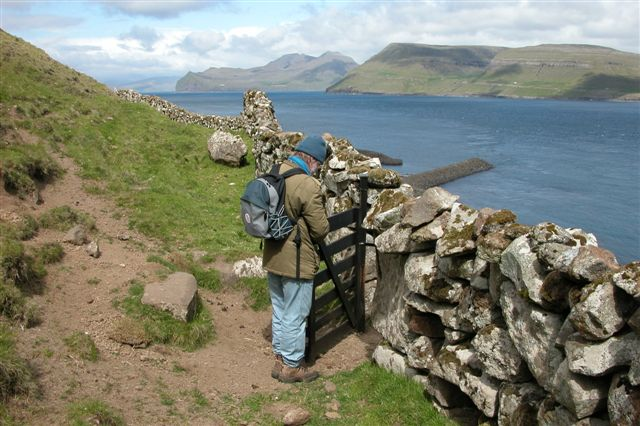
Hestur